# Зиген
Зиген (на немски: Siegen) е град в Западна Германия, провинция Северен Рейн-Вестфалия. Населението му е 105 309 към 31 юли 2007 г.

## История
От 1606 до 1743 градът е столица на графство Насау.

## Известни личности
Родени в Зиген
- Амалия Магдалена фон Насау-Зиген (1613 – 1669), графиня
- Фриц Буш (1890 – 1951), диригент
- Навид Кермани (р. 1967), ориенталист
- Лудвиг Карл Франц Леополд фон Хоенлое-Валденбург-Бартенщайн (1731 – 1799), принц
- Мария Юлиана фон Насау-Зиген (1612 – 1665), графиня
- Ото II (1300 – 1350), граф
- Петер Паул Рубенс (1577 – 1640), художник
- Йоахим Франк (р. 1940), биофизик
- Фридрих Вилхелм II (1706 – 1734), граф
- Хайнрих (1611 – 1652), граф
- Хайнрих III фон Насау-Бреда (1483 – 1538), граф
- Шарлота Фридерика фон Насау-Зиген (1702 – 1785), графиня

Починали в Зиген
- Амалия Луиза от Курландия (1687 – 1750), принцеса
- Вилхелм Мориц (1649 – 1691), граф
- Елизабет Франциска фон Хесен-Хомбург (1981 – 1707), графиня
- Йохан VII (1561 – 1623), граф
- Маргарет фон Шлезвиг-Холщайн-Зондербург-Пльон (1583 – 1638), графиня
- Мария фон Насау-Диленбург (1491 – 1547), графиня
- Фридрих Вилхелм II (1706 – 1734), граф